# 徐金陵
徐金陵（1476年—？年），字廷鎮，浙江衢州府常山縣人，明朝政治人物。

## 生平
治《易經》，弘治十四年（1501年）由國子生中式辛酉科浙江鄉試第六十二名舉人，正德三年（1508年）登戊辰科會試第三百十名，第二甲第九十六名進士。历官工部营缮司郎中。嘉靖二年（1523年）二月升长芦都轉運鹽使司運使。

## 家族
曾祖徐德裕，義民。祖徐益。父徐昭，州判官。嫡母江氏；生母李氏。慈侍下，行七十九，兄琦、弟金城、臺。